# Chana CX70
Chana CX70 — среднеразмерный кроссовер, выпускающийся китайской компанией Changan под брендом Oshan с 2016 по 2019 год.

## Описание
Автомобиль Chana CX70 впервые был представлен в 2016 году на Пекинском международном автосалоне. Цены варьировались от 68900 до 84900 юаней.
Chana CX70 производился компанией Chana — подразделением Changan, которое было переименовано в Oshan. Также существовала модификация CX70T с турбонаддувом.
При разработке дизайна компания ориентировалась на автомобили Land Rover.

## Технические характеристики
Автомобиль CX70T оснащён 1,5-литровым турбодвигателем мощностью 150—230 л. с. и крутящим моментом 230 Н⋅м в паре с шестиступенчатой автоматической трансмиссией.

## Галерея

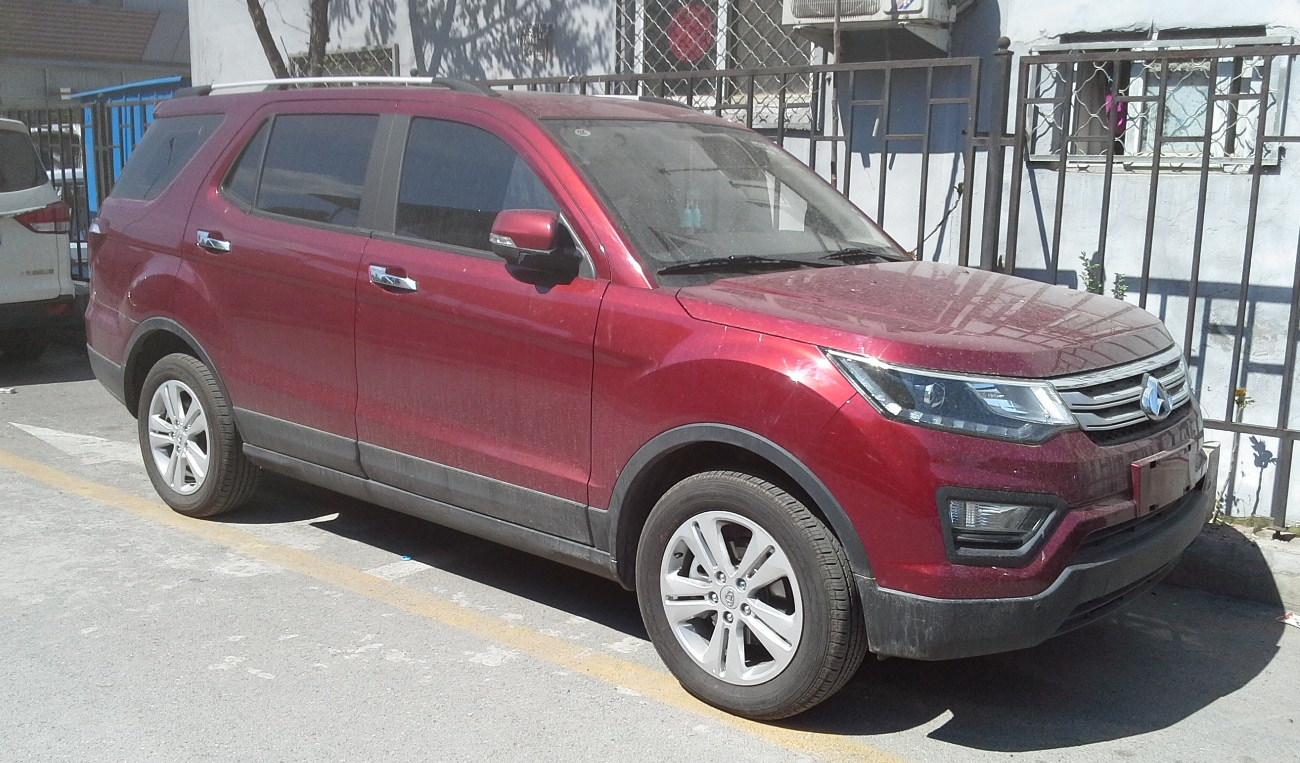
Chana CX70
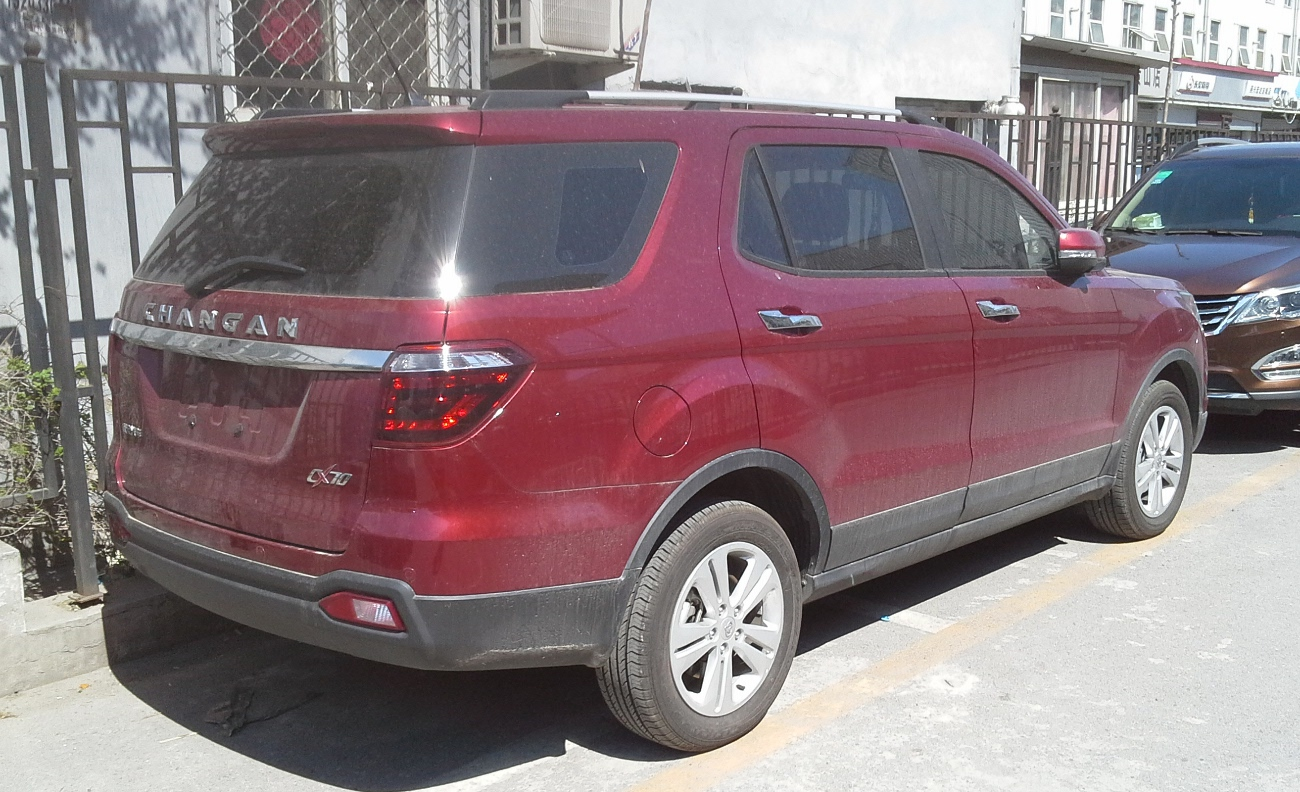
Chana CX70
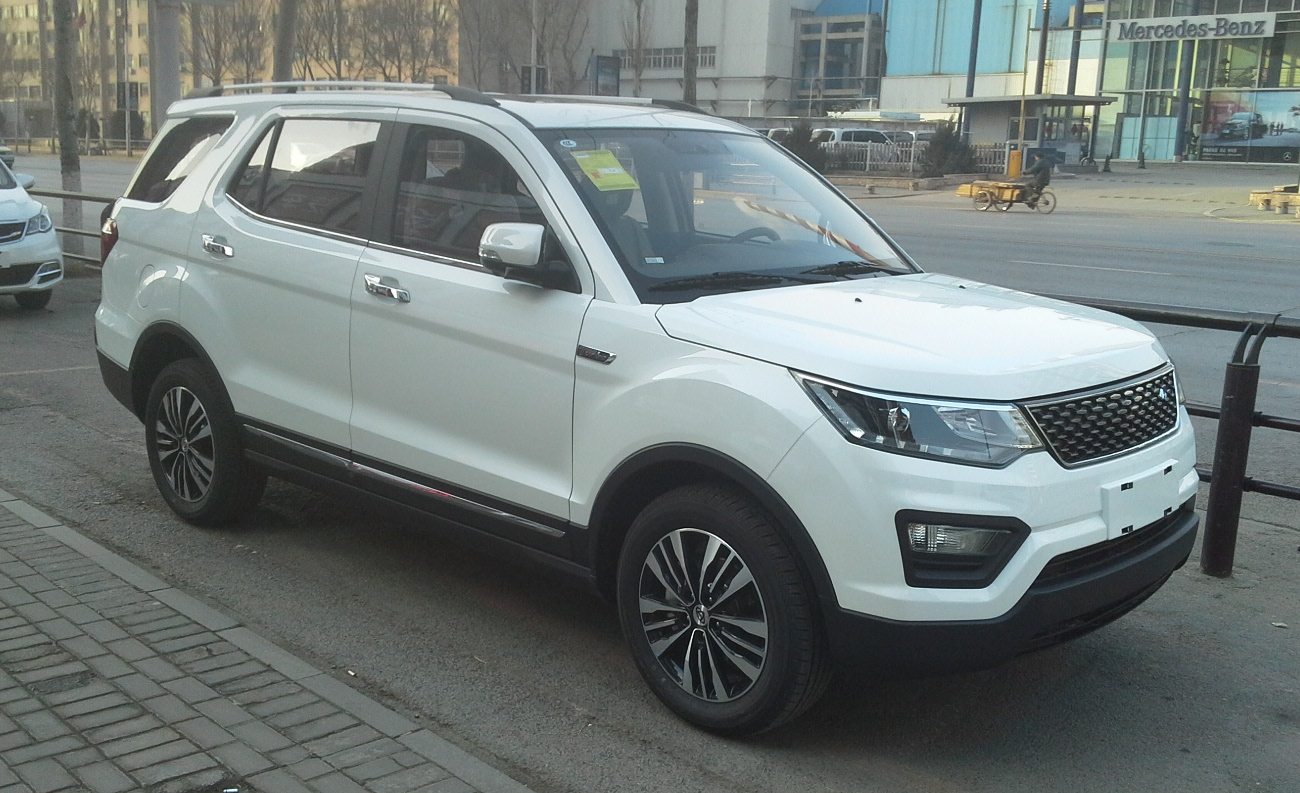
Chana CX70T
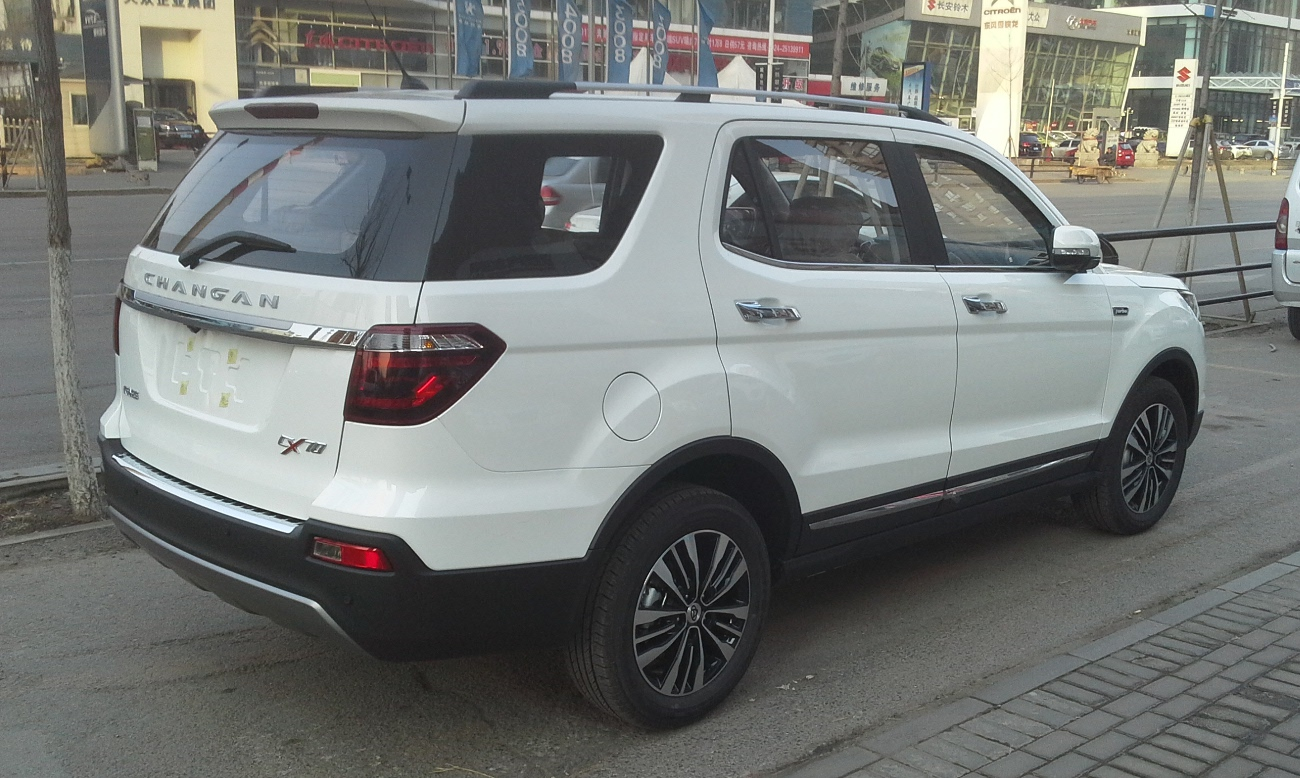
Chana CX70T